# Reisbach
Reisbach település Németországban, azon belül Bajorországban. Lakosainak száma 7912 fő (2023. december 31.). Reisbach Falkenberg, Gangkofen, Rimbach, Marklkofen, Gottfrieding, Mamming, Landau an der Isar és Simbach községekkel határos.

## Népesség
| Lakosok száma | 809  | 1543 | 4831 | 6258 | 7516 | 7676 | 7760 | 7763 | 7780 | 7912 |
|               | 1875 | 1950 | 1975 | 1987 | 2012 | 2014 | 2016 | 2017 | 2021 | 2023 |